# Gastrectomia

Anatomia de l'estómac. 1: esòfag; 2: incisió del càrdies; 3: càrdies; 4: incisió angular; 5: pílor; A: fundus; B: cos de l'estómac; C: antre pilòric; X: curvatura menor; Y: curvatura major.

La gastrectomia consisteix en l'extirpació parcial o total de l'estómac mitjançant una operació quirúrgica. Principalment es duu a terme per combatre l'úlcera gàstrica, el càncer o altres danys estomacals.

## Descripció general
Encara que es pot distingir entre la gastrectomia total i la parcial, hi ha tot un seguit de trets comuns. L'operació quirúrgica, de dificultat mitjana, es duu a terme amb anestèsia general i, durant l'operació, l'hemorràgia no sol ser gaire abundant i no és imprescindible la transfusió sanguínia. Actualment, les complicacions que poden aparèixer al postoperatori estan ben estudiades; especialment els darrers anys amb l'aparició de la tècnica de la laparoscòpia.

## Malalties que es poden tractar amb una gastrectomia
- Úlcera gàstrica
- Úlcera duodenal
- Perforació o úlcera pèptica dels teixits (a causa d'una úlcera o d'una lesió traumàtica)
- Tumor (que impossibilita una excisió endoscòpica)
  - Càncer d'estómac
  - Limfoma estomacal
  - Tumor estromal gastrointestinal
  - Sarcoma estomacal

De vegades, però, l'operació no es duu a terme a causa d'una malaltia, sinó com a mitjà per a contribuir a la pèrdua de pes de la persona operada; per exemple, Diego Armando Maradona es va sotmetre a una reducció d'estómac amb aquesta finalitat.
L'associació Ken'ikai, una agrupació japonesa de persones amb l'estómac reduït, va fer una enquesta l'any 2002 entre 126 persones que havien passat per una gastrectomia: la causa més freqüent per a sotmetre's a l'operació era el càncer d'estómac (un 72% dels enquestats), seguida per l'úlcera gàstrica o duodenal (22%). Cal tenir en compte, però, que les dades no corresponen a persones operades l'any 2002, sinó abans d'aquest any.

## Història

### Inicis de la gastrectomia
No és una exageració dir que la història de les operacions gàstriques i de la cirurgia digestiva és bastant llarga. És sabut que l'any 1879 el metge francès Jules Péan i, un any després, el metge polonès Ludwik Rydygier, van intentar combatre el càncer gàstric mitjançant una extirpació parcial del pílor, tot i que sense èxit. La primera gastrectomia amb èxit fou duta a terme per l'alemany Theodor Billroth, l'any 1881, també amb l'objectiu de tractar un càncer estomacal. El mateix any, Rydygier també aconseguí tractar una úlcera gàstrica mitjançant l'extirpació parcial del pílor. Posteriorment, l'any 1897, el metge suís Karl Schlatter va efectuar la primera gastrectomia total en què el pacient sobrevisqué.

### Tractament del càncer d'estómac
Després de la Segona Guerra Mundial, millores com ara els avenços en el tractament perioperatiu dels pacients, el descobriment dels aparells d'anastomosi automàtica o la difusió dels antibiòtics van fer que els resultats d'aquest tipus de cirurgia milloressin espectacularment. Gràcies a tots aquests factors, la cirurgia estesa esdevingué el tractament habitual del càncer d'estómac. Posteriorment, als anys vuitanta, van començar els intents de fer operacions menys agressives per a combatre els primers estadis del càncer estomacal i, al mateix temps, es fomentà la investigació i la recopilació de dades sobre les teràpies postoperatòries per tal de millorar la qualitat de vida dels pacients.

### Els avenços en medicina interna i la gastrectomia
En l'actualitat es comença a abandonar la gastrectomia com a mètode per a tractar les úlceres d'estómac i de duodè. El descobriment de l'antiestamínic H2 i de l'inhibidor de la bomba de protons i els avenços en teràpies de medicina interna destinats pel tractament de la infecció per Helicobacter pylori han reduït la incurabilitat de les úlceres, i la gravetat de la malaltia ha disminuït, ja que ja no és necessària una intervenció quirúrgica.
Els avenços en l'hemostàsia endoscòpica per als casos en què l'úlcera provoca hemorràgies i perforacions dels teixits i la millora en la tècnica quirúrgica han fet que, en els casos en els quals abans s'hauria practicat una gastrectomia, actualment es prefereixi com a primera opció la sutura dels teixits perforats.